# Windstorm 4 - Il vento sta cambiando
Windstorm 4 - Il vento sta cambiando (Ostwind – Aris Ankunft) è un film del 2019 diretto da Theresa von Eltz. 
Il film segue Windstorm - Liberi nel vento (2013), Windstorm 2 - Contro ogni regola (2015) e Windstorm 3 - Ritorno alle origini (2017). La prima ha avuto luogo il 17 febbraio 2019 a Monaco. Il film è stato distribuito il 28 febbraio 2019.
In Italia il film è stato trasmesso in prima visione assoluta martedì 8 settembre 2020 in prima serata su Canale 5.

## Trama
La nonna Maria Kaltenbach, Sam e l'istruttore di equitazione Kaan cercano insieme di far funzionare Gut Kaltenbach, che è in difficoltà finanziarie. L'ambiziosa Isabell la sostiene in questo, sebbene persegua segretamente i propri obiettivi.
L'impulsiva Ari arriva in terapia a Kaltenbach, dove sviluppa un rapporto speciale con Windstorm, il cavallo omonimo della serie del film, e stringe amicizia anche nei sogni con Mika, che è in coma. Ari salva la tenuta e protegge Windstorm dallo spietato addestratore di cavalli Thordur Thorvaldson. Finalmente Mika si sveglia dal coma e la festa estiva può aver luogo.

## Personaggi
- Ari, interpretata da Luna Paiano.
- Mika Schwarz, interpretata da Hanna Binke.
- Fanny, interpretata da Amber Bongard.
- Isabell Herburg, interpretata da Lili Epply.
- Maria Kaltenbach, interpretata da Cornelia Froboess.
- Samuel "Sam" Kaan, interpretato da Marvin Linke.
- Herr Kaan, interpretato da Tilo Prückner.
- Thordur Thorvaldson, interpretato da Sabin Tambrea.
- Marianne, interpretata da Marion Alessandra Becker.
- Britta, interpretata da Meret Becker.
- Herr Dotterweich, interpretato da Timo Dierkes.
- Hr. Fältskog, interpretato da Michael A. Grimm.
- Frau Ulveaus, interpretata da Lisa Karlström.
- Elisabeth Schwarz, interpretata da Nina Kronjäger.
- Tinka Anders, interpretata da Henriette Morawe.
- Dottor Anders, interpretato da Detlev Buck.

## Produzione
Le riprese si sono svolte dal 3 luglio al 31 agosto 2018 nell'Assia settentrionale e in Andalusia. Il film è stato prodotto da SamFilm, in coproduzione con Alias Entertainment e Constantin Film.

## Accoglienza

### Critica
German Film e Media Assessment FBW di Wiesbaden hanno assegnato al film un punteggio particolarmente prezioso

## Sequel
Nel 2021, viene realizzato un sequel del film intitolato Windstorm 5 - Uniti per sempre. Il film è tratto dal romanzo omonimo dell'autore di Windstorm Lea Schmidbauer e diretto da quest'ultima.